# Echinospartum
Echinospartum é um género botânico pertencente à família Fabaceae.

## Espécies
- Echinospartum barnadesii
- Echinospartum boissieri
- Echinospartum horridum
- Echinospartum ibericum
- Echinospartum lusitanicum